# Kunsthalle de Hambourg

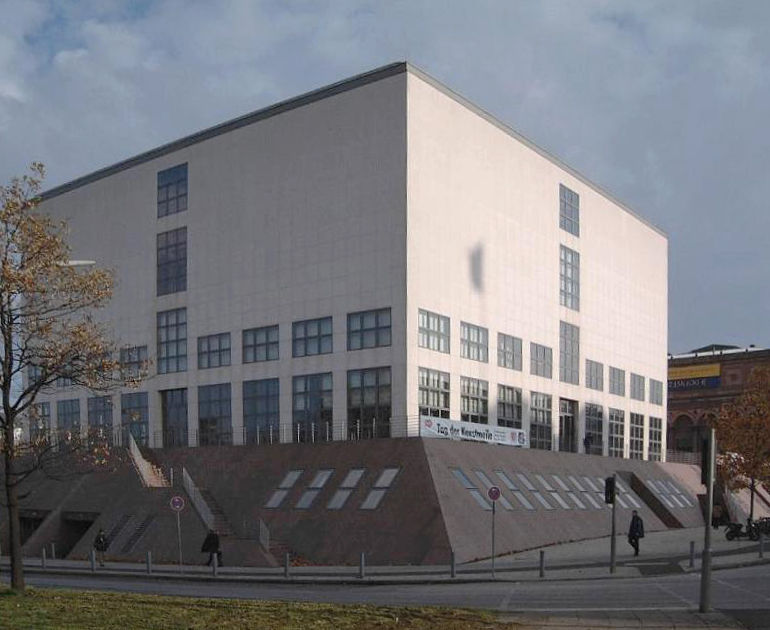
Galerie der Gegenwart

Le Kunsthalle de Hambourg (Hamburger Kunsthalle) est un musée d'art de Hambourg, en Allemagne du Nord.

## Histoire
Il est formé de trois immeubles reliés entre eux. Le premier fut construit de 1863 à 1869 par les architectes Georg Theodor Schirrmacher et Hermann von der Hude ; les autres furent construits en 1919 par Fritz Schumacher et 2001 la Galerie der Gegenwart par Oswald Mathias Ungers.
Ce musée, situé près de la gare principale (Hauptbahnhof), a dans sa collection de très nombreuses œuvres de Caspar David Friedrich. Il est fermé le lundi, comme la plupart des musées allemands. Le jeudi, il ferme ses portes à 21 h. Une cafétéria permet de s'y restaurer, tout en contemplant une collection de monnaies anciennes exposée dans ce lieu.

## Sélection de quelques œuvres
Ordre chronologique.
- Maître Bertram (Meister Bertram, ou encore Bertram von Minden), Polyptyque, 1379.
- Hans Holbein, Présentation du Christ au Temple, 1501
- Cranach l'Ancien, Charité, 1537
- Jan Matsys, Flore, 1559
- Pieter de Hooch, Jeune femme dans un intérieur, la réception d'une lettre, 1660
- Giovanni Battista Pittoni, S. Pietro, 1687
- Jean-Baptiste Regnault, La Liberté ou la mort, 1795.
- François Gérard, Ossian évoque les fantômes au son de la harpe sur les bords du Lora, 1801.
- Philipp Otto Runge, Le Matin, 1808.
- Caspar David Friedrich
  - Le Voyageur contemplant une mer de nuages, vers 1817[2]
  - La Mer de glace, 1823-1824[3]
- Adolph von Menzel
  - Exposition des morts de mars, 1848.
  - Mur de l'atelier (1872)
- Jean-Léon Gérôme, Phryné devant l'aréopage, 1861.
- Édouard Manet, Nana, 1877.
- Hans Makart, La Joyeuse Entrée de Charles Quint à Anvers, 1878, tableau gigantesque (5 m par 9) où parmi la foule acclamant le souverain, se promènent en toute simplicité différentes beautés, nues.
- Max Liebermann, Le Christ parmi les docteurs, 1879. Cette œuvre achetée en 1911, fut vendue par le musée en 1941[4]. Elle a été rachetée par la Kunsthalle en 1988.
- Wilhelm Leibl, Trois Femmes à l'église, 1878-1882
- Auguste Renoir, Madame Hériot, 1882
- Henri Rousseau, Ève, 1906-1907
- Paul Klee, Revolution des Viadukts, 1937

## Galerie der Gegenwart
- Richard Serra, Georg Baselitz, Jenny Holzer, Francis Bacon, Jeff Koons, Andy Warhol, Shirin Neshat...

## Galerie

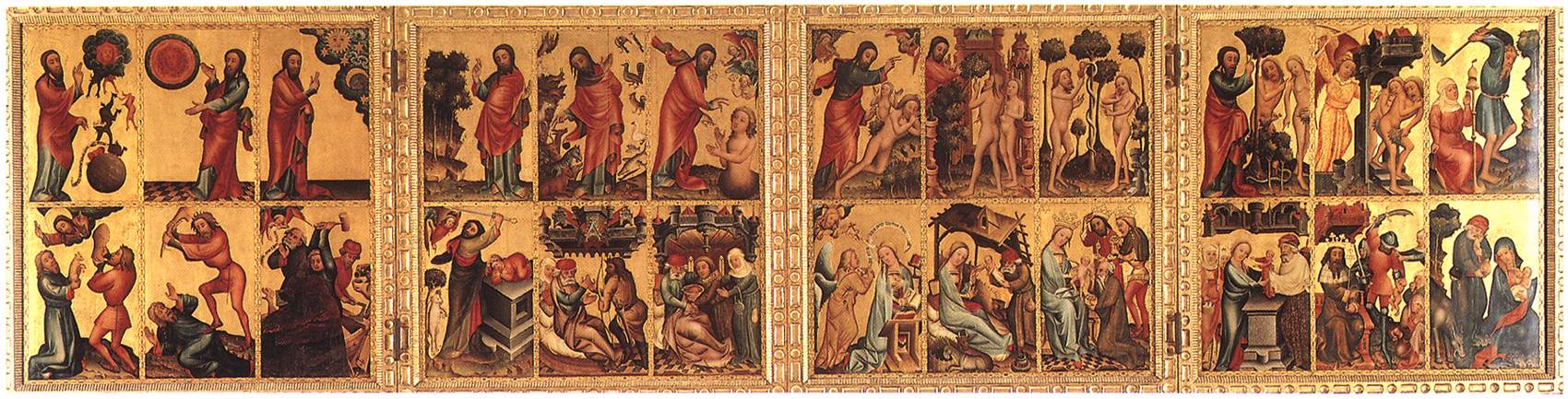
Maître Bertram, retable de Grabow (panneau de gauche extérieur) (vers 1379-1383)
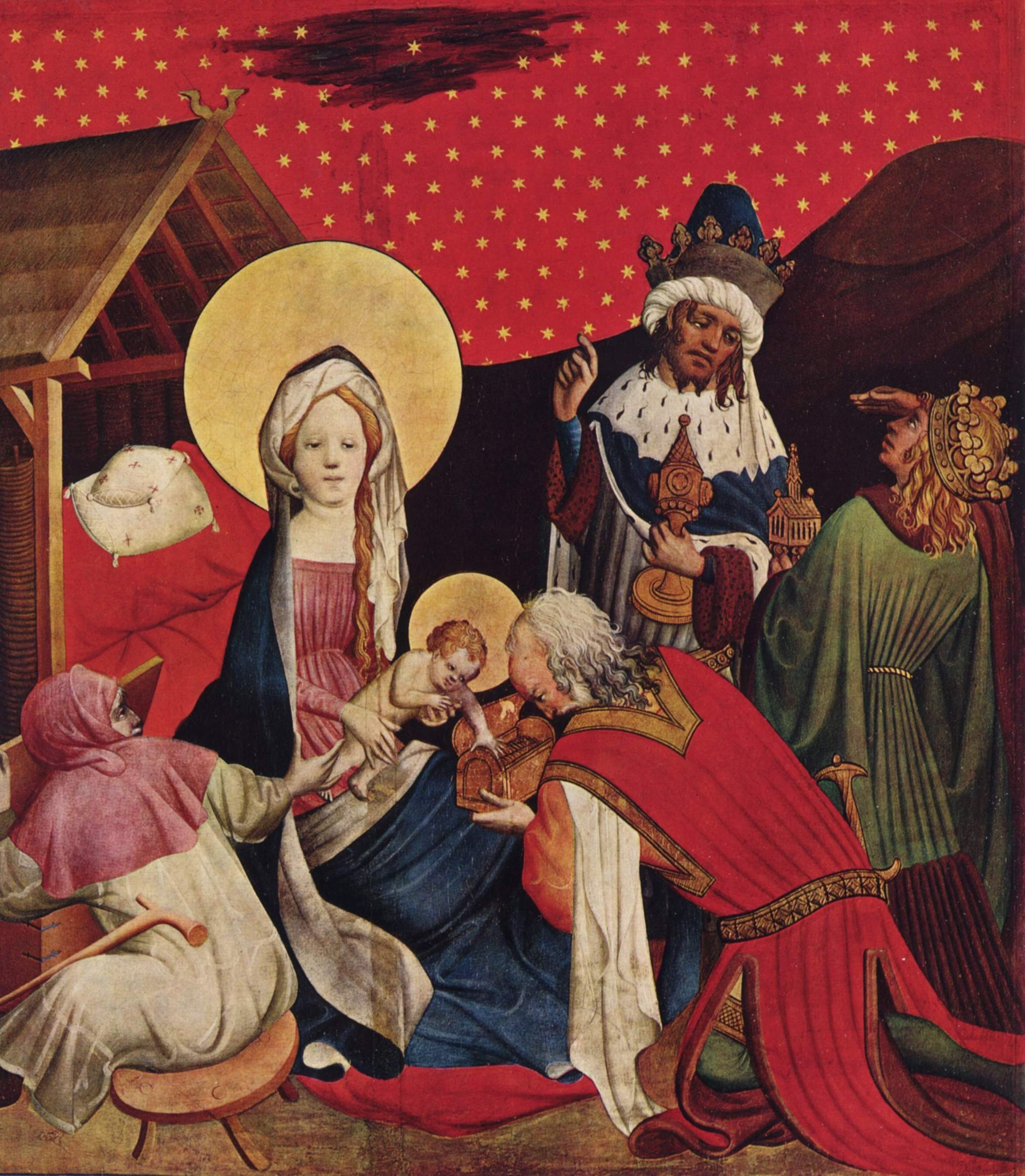
Maître Francke, Adoration des mages (vers 1424)
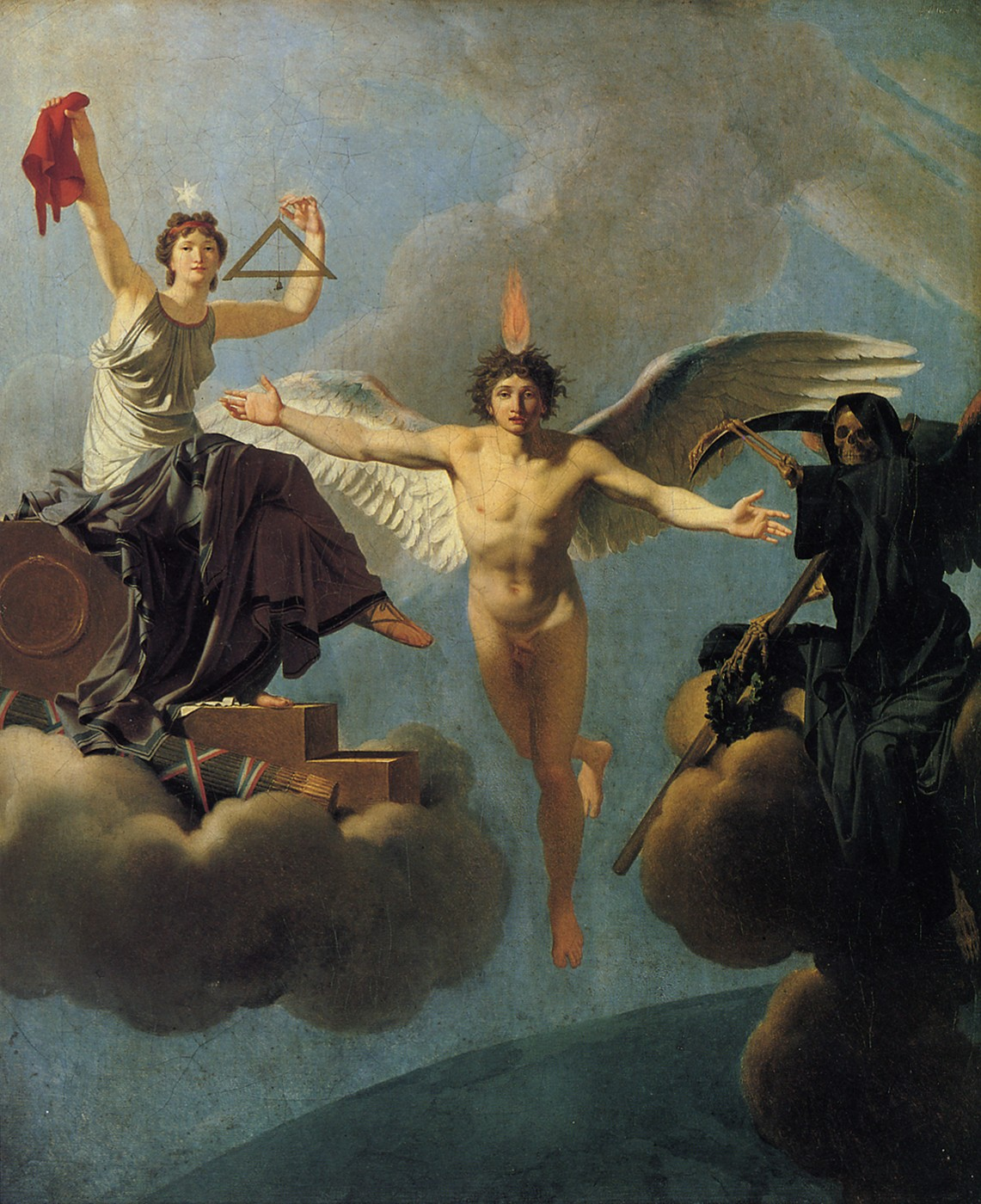
Jean-Baptiste Regnault, La Liberté ou la Mort (1795)
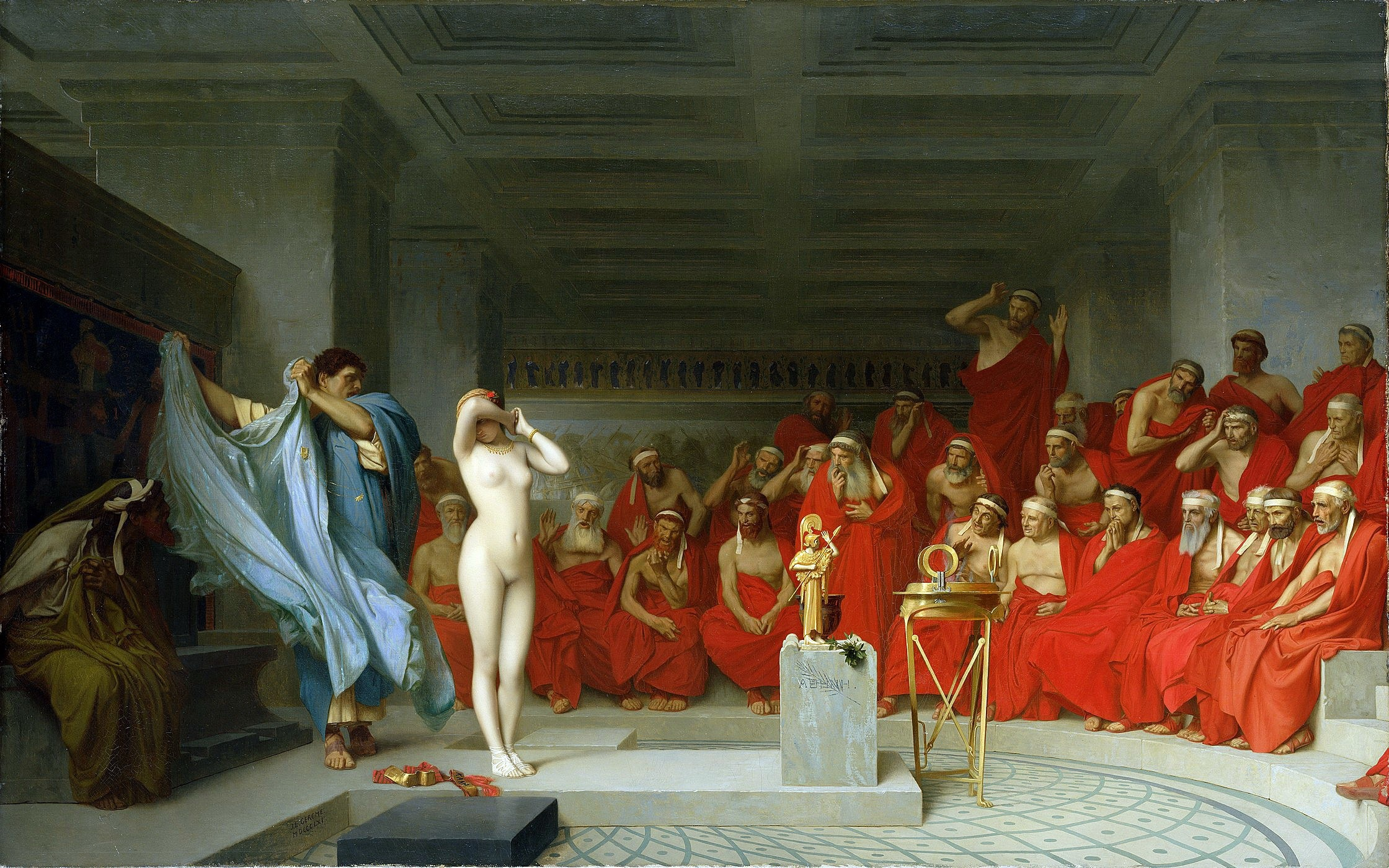
Jean-Léon Gérôme, Phryné devant l'aréopage (1861)
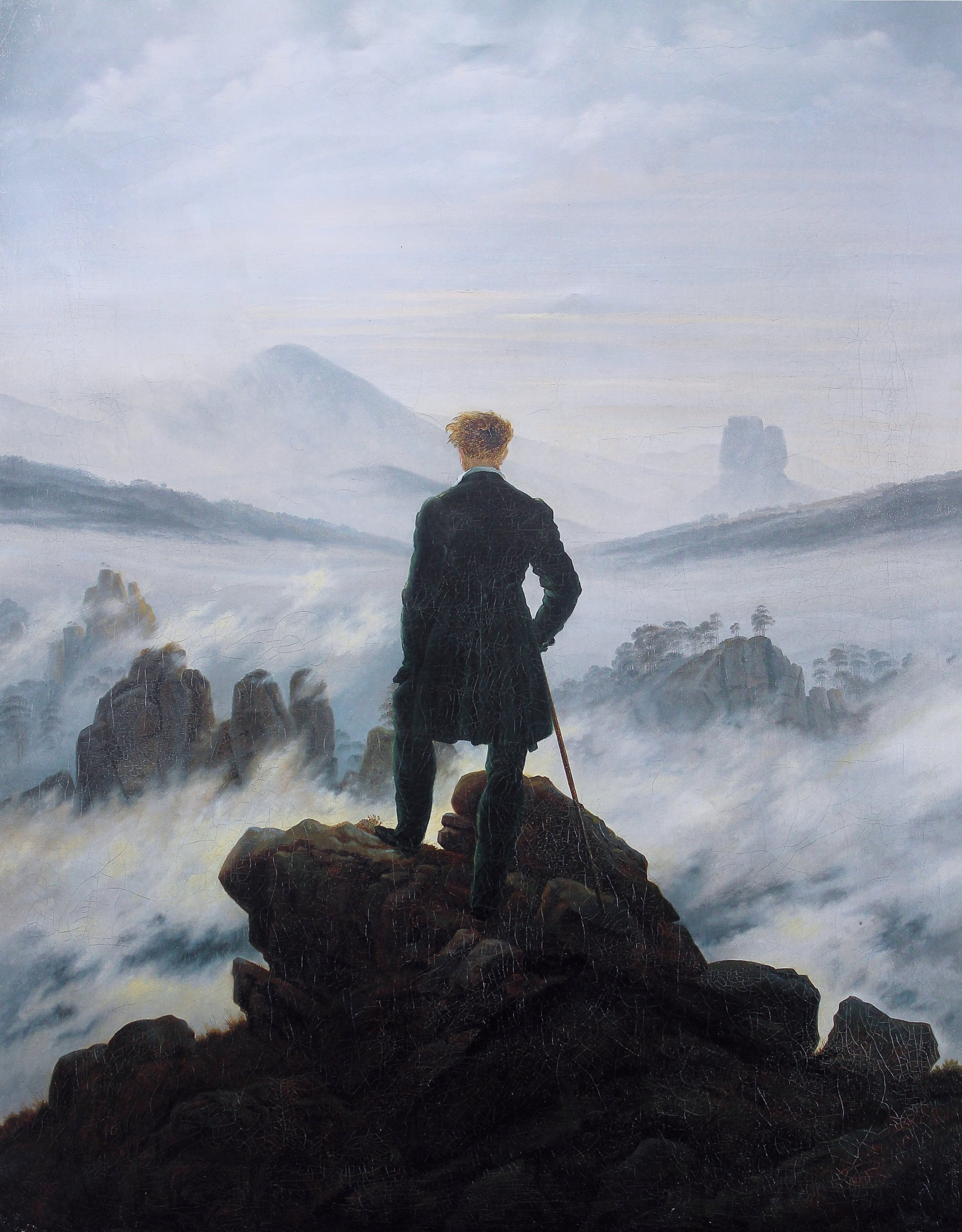
Caspar David Friedrich, Le Voyageur contemplant une mer de nuages (vers 1817)
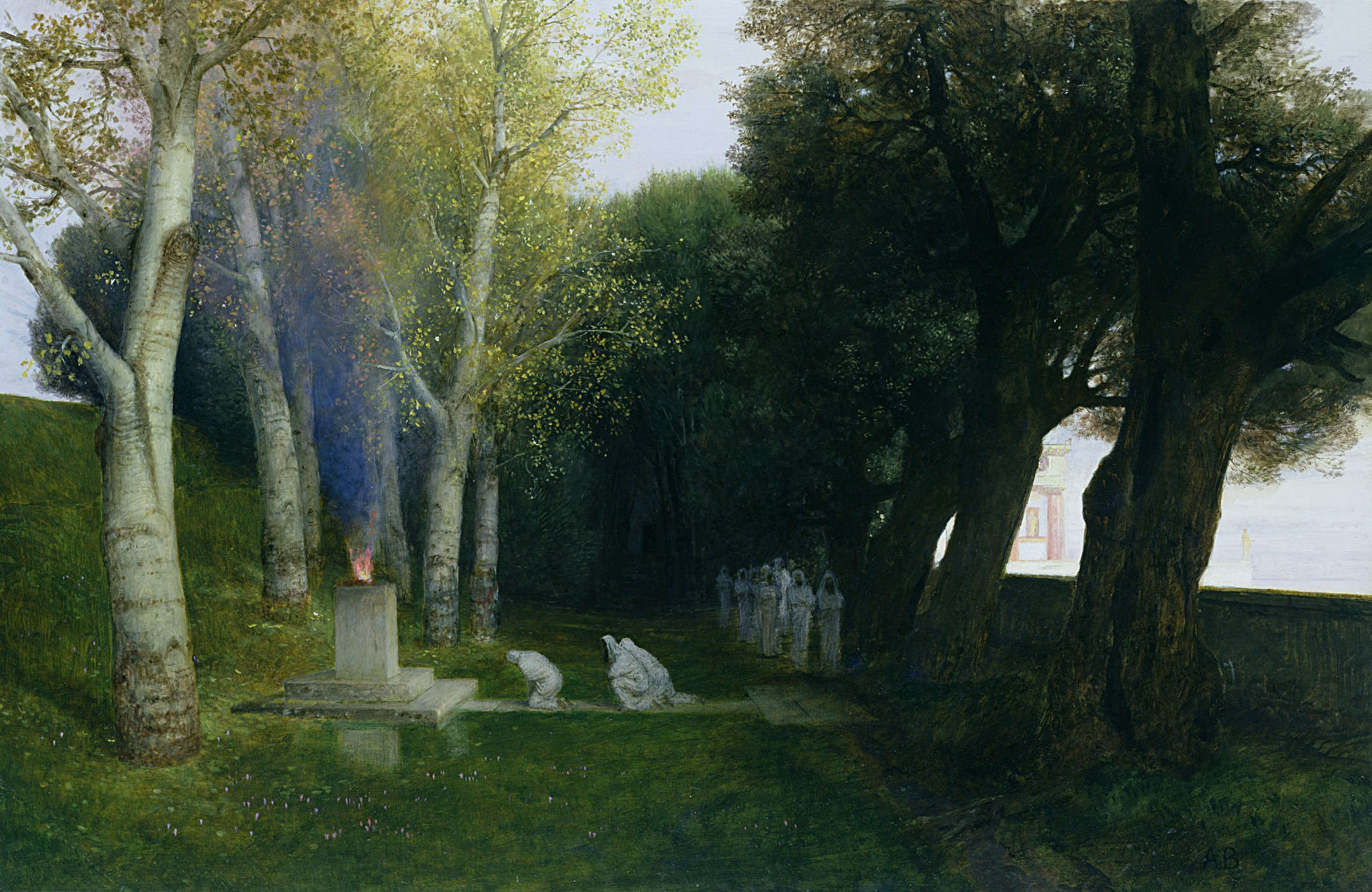
Arnold Böcklin, Heiliger Hain (II) (1886)
Lawrence Alma-Tadema, The Vintage Festival, (1870)
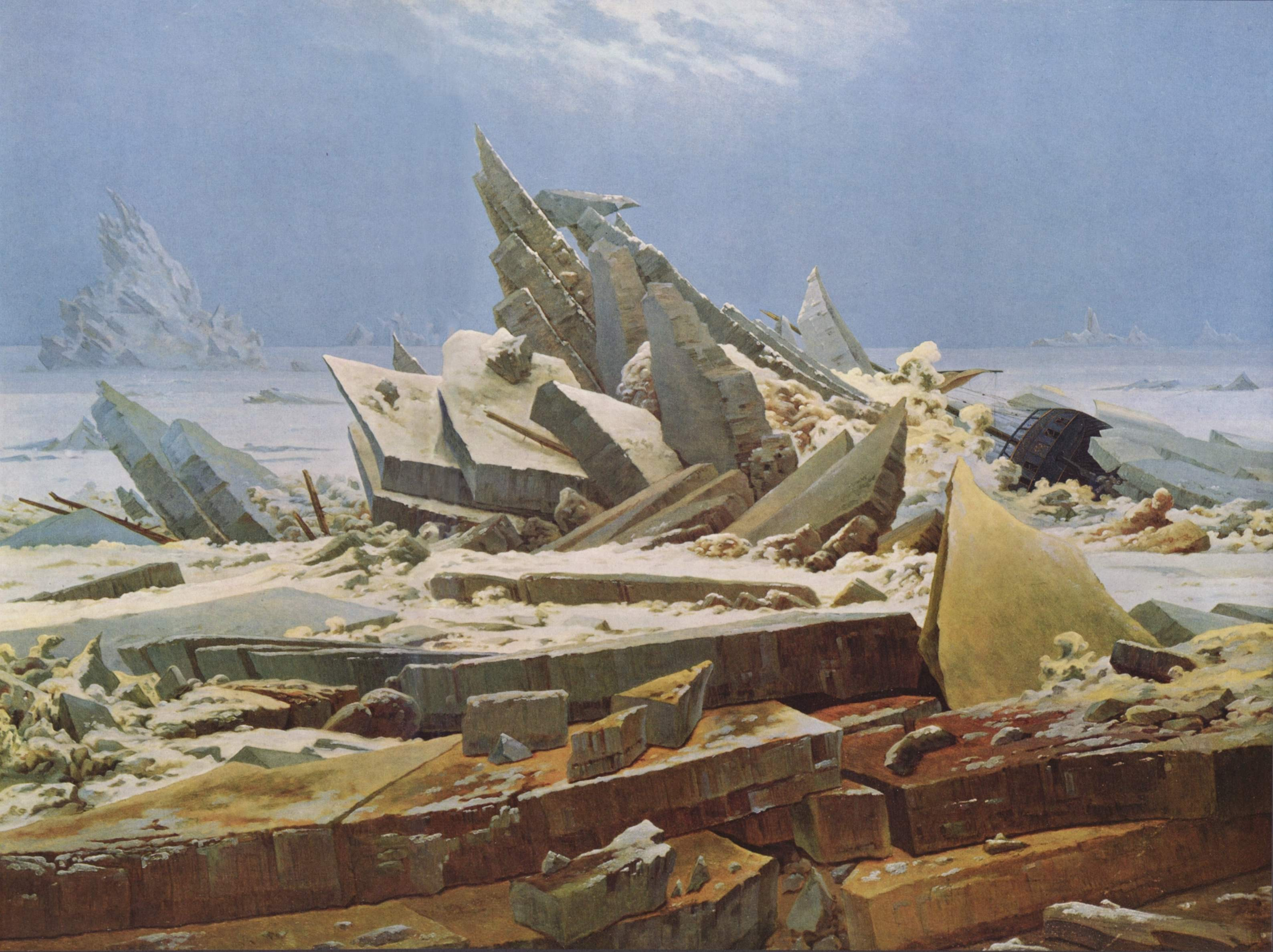
Caspar David Friedrich, La Mer de glaces (1823-1824)
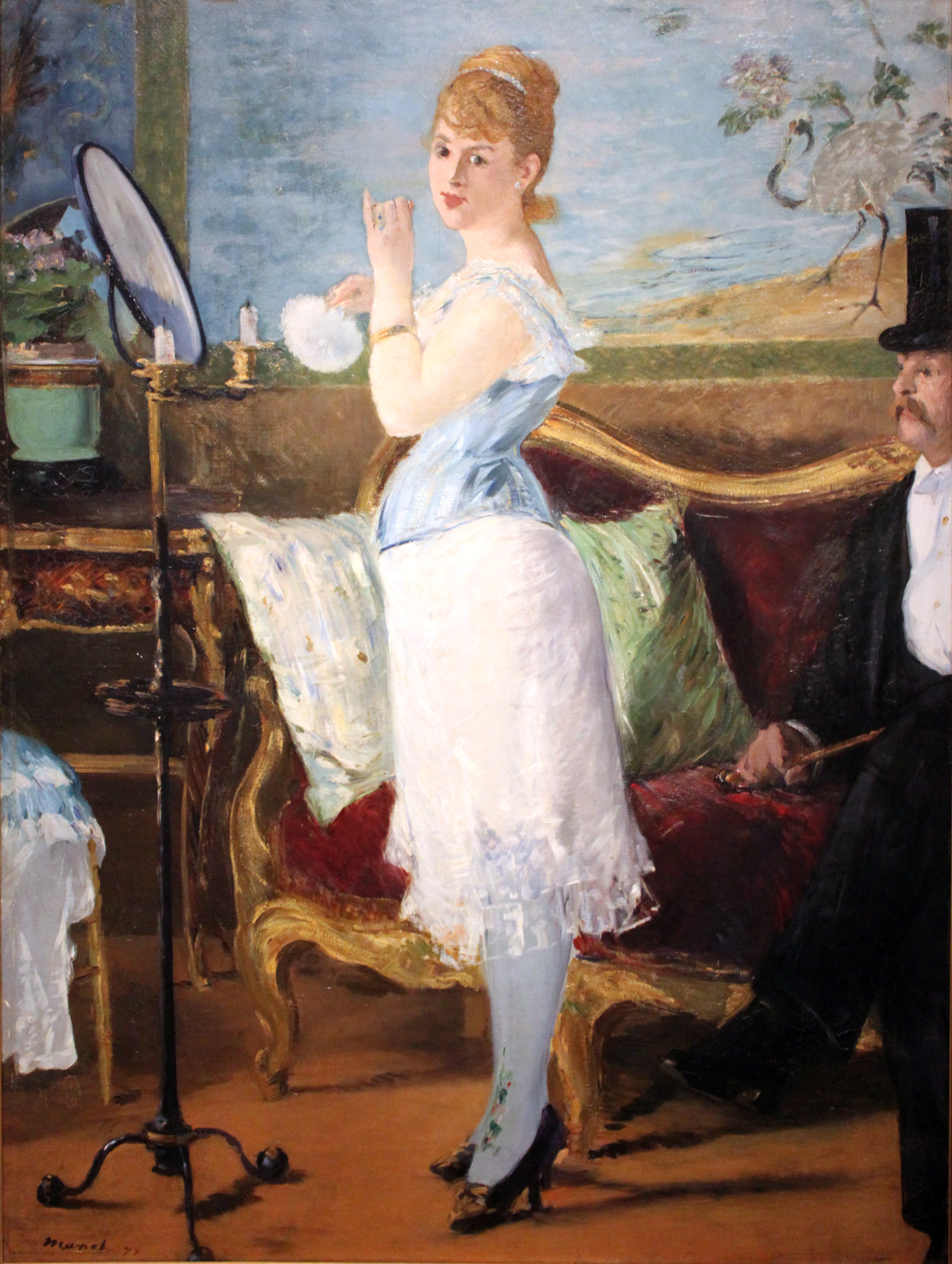
Édouard Manet, Nana (1877)
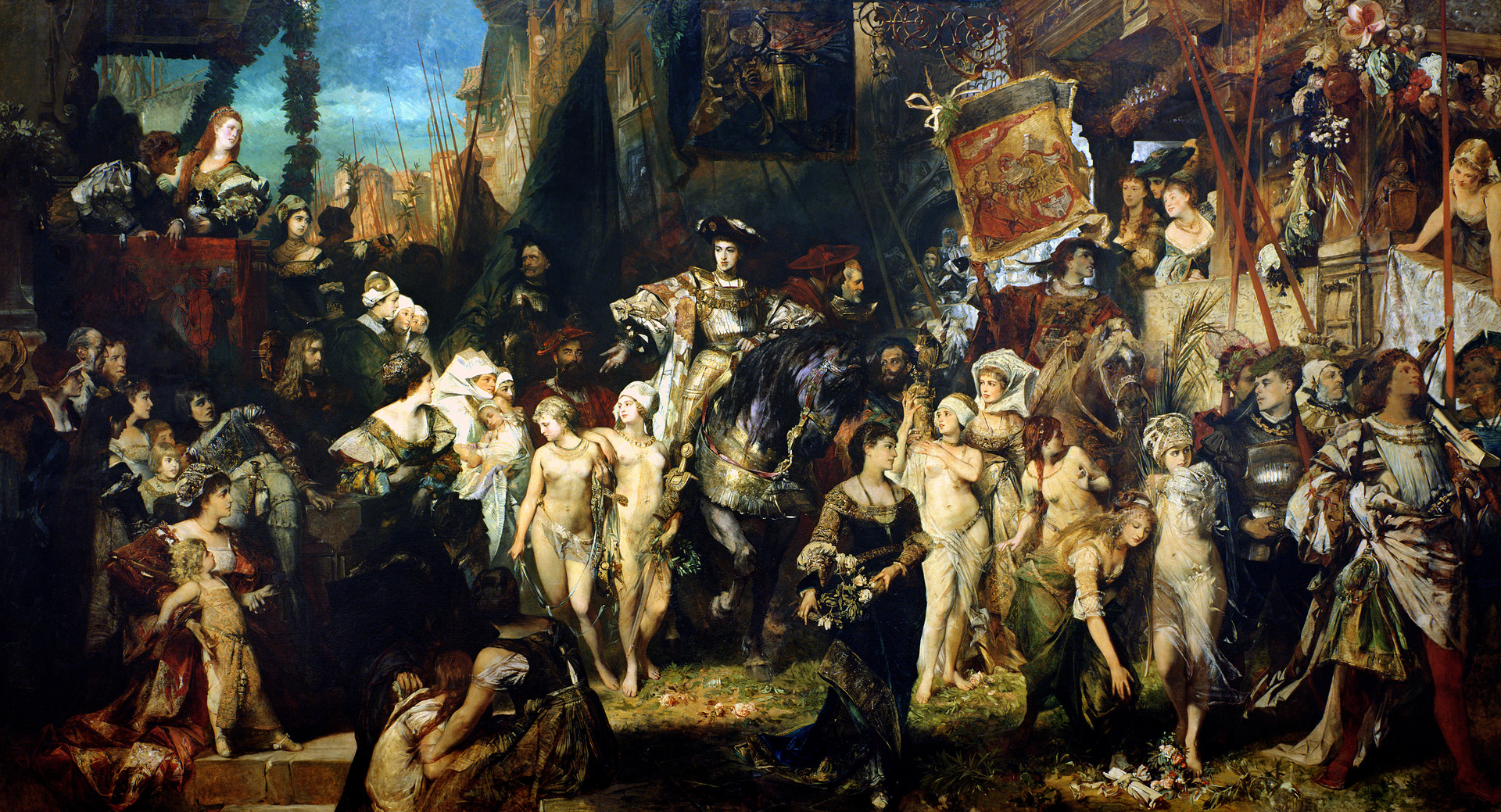
Hans Makart, La Joyeuse Entrée de Charles Quint à Anvers (1878)
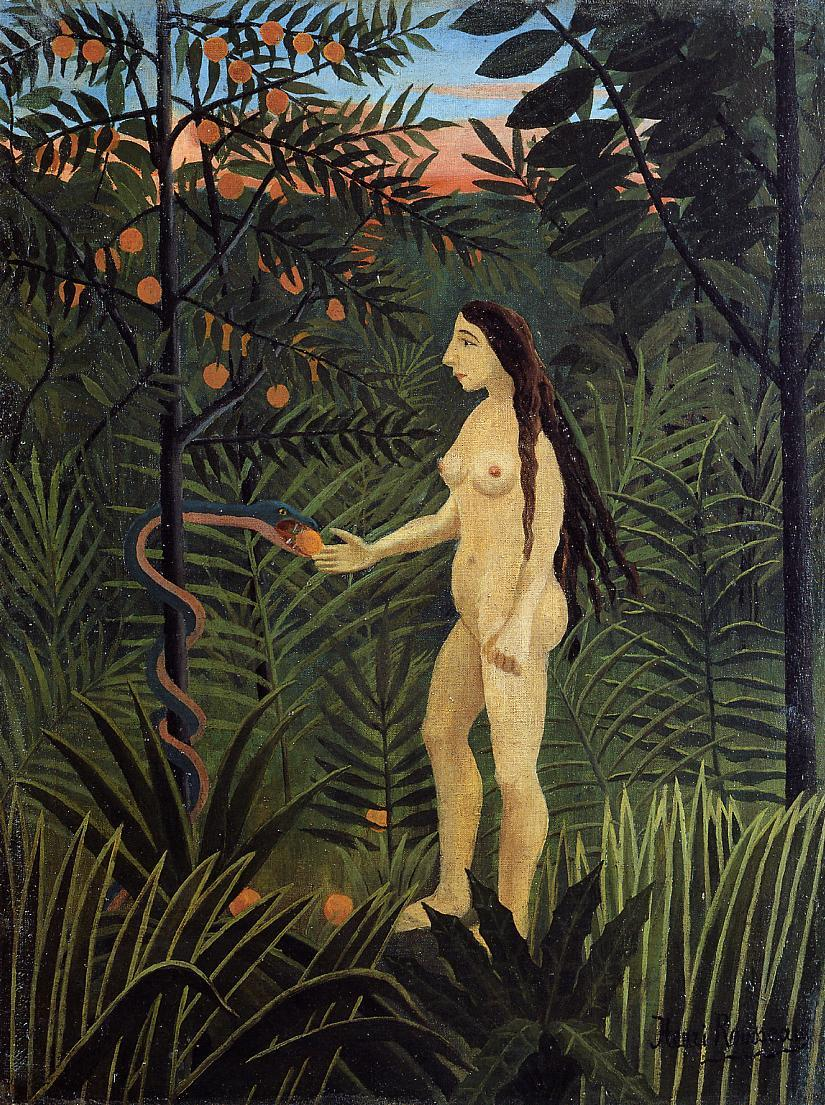
Eve et le Serpent, par Henri Rousseau
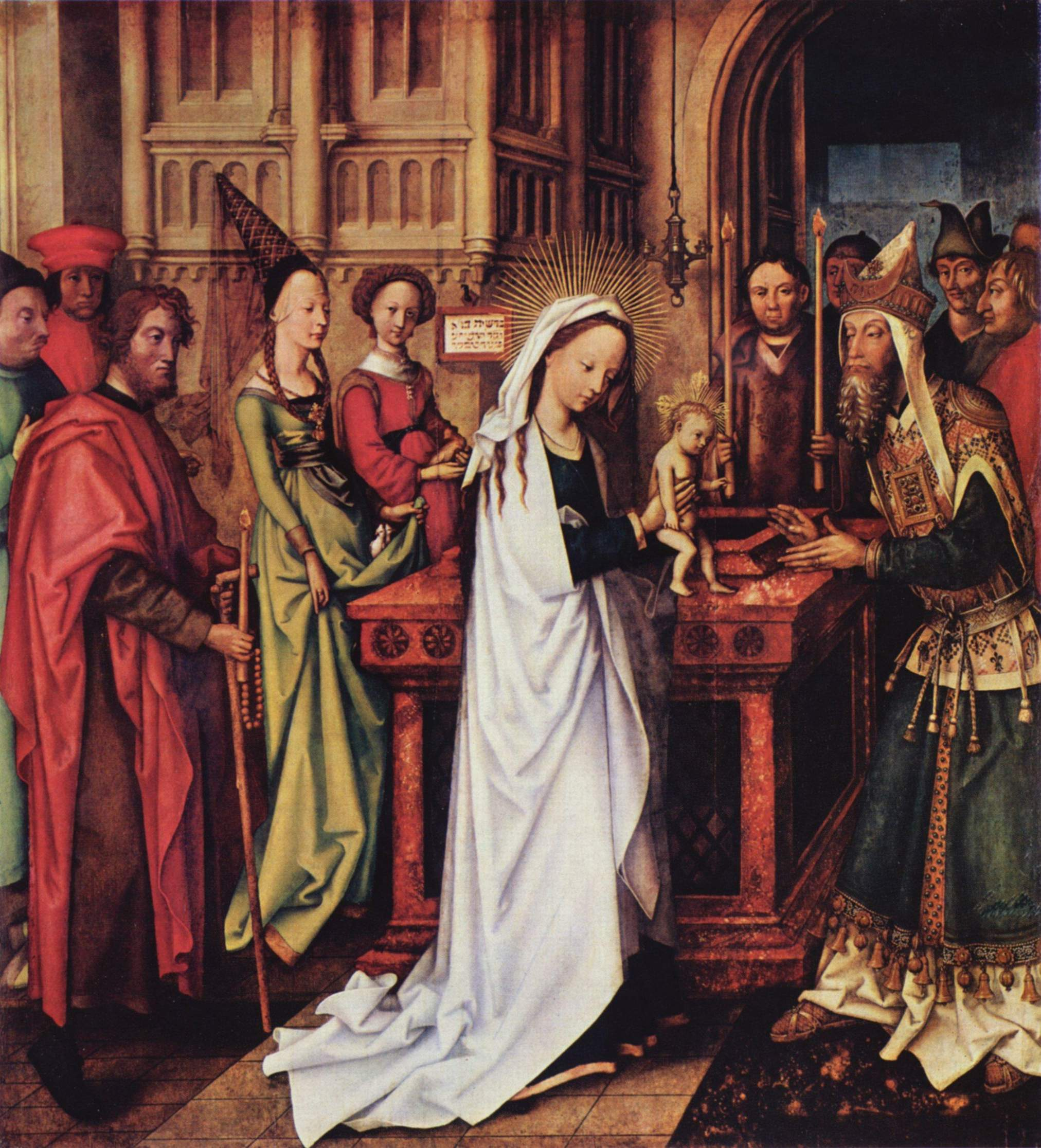
Présentation du Christ au Temple, Hans Holbein
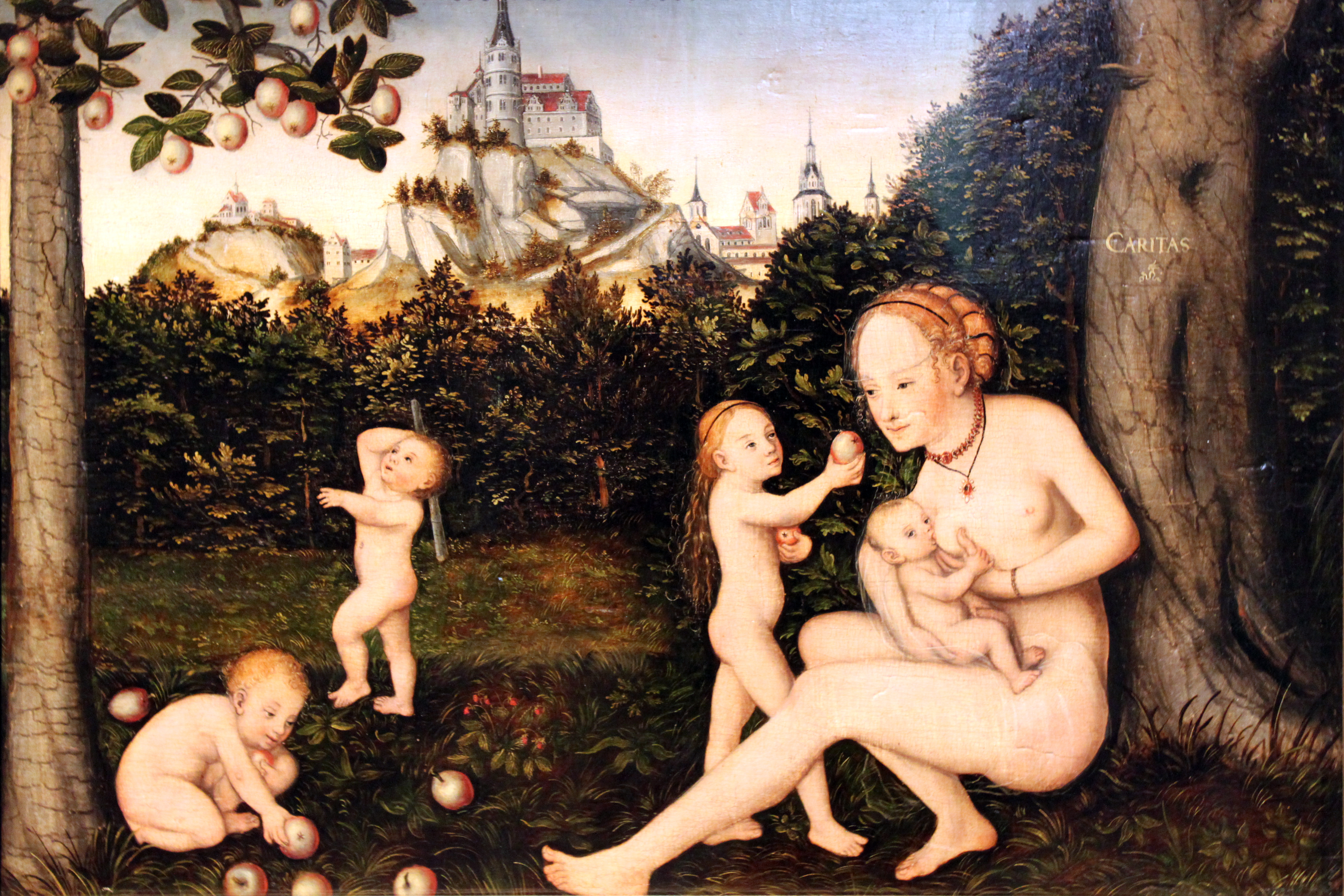
Charité, de Lucas Cranach l'Ancien